# Erythrogenys
Az Erythrogenys a madarak (Aves) osztályának a verébalakúak (Passeriformes) rendjébe, ezen belül a timáliafélék (Timaliidae) családjába tartozó nem. Egyes szervezetek a ide tartozó fajokat a Pomatorhinus nembe sorolják.

## Rendszerezés
A nemet Baker írta le 1930-ban, az alábbi fajok tartoznak ide:
- Erythrogenys hypoleucos[1] vagy Pomatorhinus hypoleucos[2]
- Erythrogenys erythrogenys[1] vagy Pomatorhinus erythrogenys[2]
- Erythrogenys mcclellandi[1] vagy Pomatorhinus mcclellandi[2]
- Erythrogenys gravivox[1] vagy Pomatorhinus gravivox[2]
- Erythrogenys swinhoei[1] vagy Pomatorhinus swinhoei[2]
- Erythrogenys erythrocnemis[1] vagy Pomatorhinus erythrocnemis[2]